# 馬杜萊因

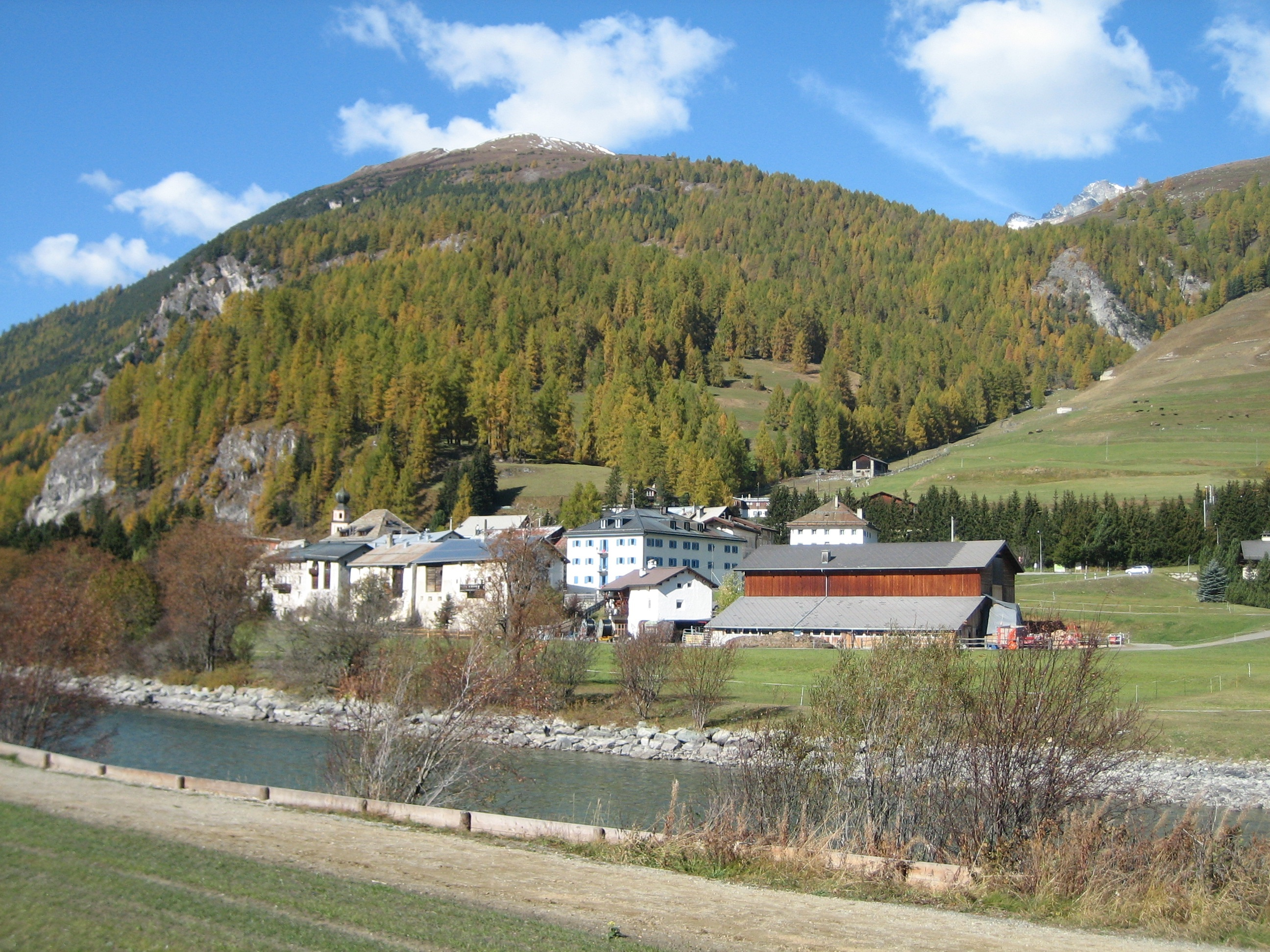

馬杜萊因是瑞士的城鎮，位於該國東部，由格勞賓登州負責管轄，面積16.28平方公里，海拔高度1,697米，2011年人口215，人口密度每平方公里13人。

## 外部連結
- Official Website of Madulain （页面存档备份，存于）